# Усайка
Усайка — река в России, протекает по территории Кувандыкского и Гайского районов Оренбургской области. Устье реки находится в 79 км по левому берегу реки Губерли. Длина реки — 18 км.

## Данные водного реестра
По данным государственного водного реестра России относится к Уральскому бассейновому округу, водохозяйственный участок реки — Урал от города Орск до впадения реки Сакмара, речной подбассейн реки — Подбассейн отсутствует. Речной бассейн реки — Урал (российская часть бассейна).